# So-net Photo
So-net Photo（ソネットフォト）は、ソネットエンタテインメントが提供していたフリーのフォトシェアリング（写真共有）サービス。

## 概要
個人で撮影した写真や画像をアップロードし、公開することができるフォトシェアリング（写真共有）サービス。コメントや評価機能などにより、利用者同士でのコミュニケーションが可能。同社で提供するSo-net blogとも連携し、ブログで使用する画像の保管用アルバムとしても利用することができる。
テレビ向けポータルであるアクトビラ向けサービスや、液晶テレビBRAVIAでのウィジェット提供（アプリキャスト）など、デジタル家電とのサービス連携も行われている。
2010年5月10日をもって、すべてのサービスが終了した。

## 歴史
- 2006年3月17日 ベータ版サービスを開始。
- 2006年6月30日 TVホーム向けサービス開始。デジタル家電向けのインターフェースを提供。
- 2006年7月4日 正式版サービス開始。有料サービスが選択可能に。
- 2006年7月21日 SonyStyleとのコラボレーション企画「Salonα」開始。（2009年1月30日終了）
- 2007年4月25日 アクトビラ版So-net Photo開始。テレビ向けポータル用コンテンツを提供。
- 2007年4月25日 ブラビアのアプリキャスト向けサービス開始。デジタルテレビにウィジェットを提供。
- 2007年9月19日 So-net blogからの画像挿入やスライドショー作成に対応。のちにトラックバックによる「関連ブログ」も追加。
- 2007年11月22日 サイバーショット付属の画像管理ソフトPicture Motion Browserと連携。「DSC-T2」内蔵PMBからの投稿も可能に。
- 2008年1月30日 個別画像画面リニューアル。
- 2008年3月31日 HOME画面のリニューアル。「お気に入りタグ」機能の開始。
- 2008年6月12日 FLO:Qコラボレーションブログパーツ開始。
- 2008年12月25日 「画像事典」提供開始。

## 特徴

### 写真によるコミュニケーション
フォトシェアリングではあるが、同じFlickrの「Groups」やフォト蔵の「コミュニティ」機能のように、グループを形成するための機能は現在、提供されていない。代わりに、投稿者による画像へのタギングが推奨され、タグによる画像の分類だけでなく、タグを媒介としたコミュニティが数多く形成されているのが特徴。（ただし、利用者による自発的なコミュニティのため、ランキングなどでタグが確認できるもの以外は探し出すのが困難）。
- 街角激写団
- カエル同盟
- 虫無視倶楽部

### フォークソノミーによる画像事典
サイト内の一コーナーとして、おのおのの投稿者により投稿された画像を、タグを軸に一覧して表示する「画像事典」が提供されている。なお〝事典〟と銘打つものの、いわばタギングされた画像の検索機能であり、画像に関する解説などがあるわけではない。2008年12月時点で、タギングされた画像は130万点、タグは約10万件（2008年12月プレスリリースより）。
- 画像事典

### ブログとの機能連携
同社で提供するSo-net blogと機能連携が行われており、So-net Photoの画像や解説文をそのまま1エントリーとして、So-net blogへ記事の投稿を行うことができる。またSo-net blogの記事編集画面から、So-net Photoにアップロード済みの画像を呼び出して、記事中へ挿入することが可能になっている。同じく編集画面で、スライドショーの作成も可能。
ブログパーツも提供するが、これはSo-net blog以外でもJavascriptが動作するブログであれば利用可能となっている。

### ウェブサイト以外での展開（CE機器など）

#### 「TVホーム」向けSo-net Photo
テレビ向けポータルの先駆けであるTVホーム対応サービスとして、閲覧用のインターフェースを提供。現在サービスは終了しているが、類似したUIで「アクトビラ版So-net Photo」の提供を開始している。

#### アクトビラ版 So-net Photo
テレビ向けポータルであるアクトビラの公式サービスとして、「アクトビラ版So-net Photo」を展開。テレビ向けのインターフェースを提供している。現在、画像の閲覧のみで、テレビからの投稿には対応していない。

#### BRAVIA アプリキャスト
ソニーの液晶テレビBRAVIAに搭載されているウィジェット機能アプリキャストで、写真アプリ「So-net Photo ナイス!／チョイス／フレンド」を展開。テレビ画面上でウィジェットを表示し、画像を閲覧できる。ウィジェット上で画像を選択すると、テレビに搭載されたブラウザが起動し「アクトビラ版So-net Photo」の画像ページへ遷移する。
- アプリキャスト

#### Picture Motion Browser
サイバーショット付属の画像管理ソフトPicture Motion Browserに、So-net Photo専用のアップローダーが搭載。Picture Motion Browser上で画像を選び、そのまま投稿ができる。Cyber-shot DSC-T2 など、メモリ領域に「PMBポータブル」内蔵したカメラからも同様な方法で投稿が行える。

## サービス仕様

### 無料サービス
- 月額料金：無料

- 画像保存容量/枚数
  - 接続会員（So-net ISP接続会員）2000枚まで
  - こんてんつ会員（So-net ISP不利用の会員）:1000枚まで

- オリジナル画像の保存：不可（アップロードした画像は長辺が500ピクセルに縮小され保存）

- 画像の表示設定：不可（すべて公開）

### 有料サービス
- 月額料金
  - So-net Photo 1GB：￥315(税込)
  - So-net Photo 2GB：￥525(税込)
  - So-net Photo 5GB：￥1050(税込)

- オリジナル画像の保存:可能

- 画像の表示設定；選択可能（公開/自分のみ）

### 制限
- アップロード可能容量：5MB以下
- 対応拡張子：gif、jpg